# Johann Kantschuster
Johann Kantschuster (Beuerberg, 20 mei 1897 – vermist na 1945) behoorde tot de SS en was plaatsvervangend kampcommandant in het Fort van Breendonk. Een eerste arrestatiebevel werd tegen hem uitgevaardigd in 1952 door het Duitse gerecht wegens moord, maar doordat hij onvindbaar blijft werd het onderzoek gestaakt in 1982.
Johann Kantschuster werd geboren in een bescheiden Beiers gezin. Hij heeft maar kort op school gezeten. Hij werkte reeds als hulparbeider op een boerderij op zijn dertiende. In 1916, gedurende de Eerste Wereldoorlog werd hij ingelijfd in het leger en werd verwond aan zijn linkerhand in Roemenië in juni 1918.
Na de oorlog werkte hij opnieuw als arbeider en werd lid van Freikorps Wolf. Hij sloot zich aan bij de nazipartij NSDAP in 1928, toen nog een kleine partij en nog in hetzelfde jaar bij de SS. Toen reeds had hij gewelddadige neigingen, want hij kreeg van de rechtbank een geldboete wegens geweldpleging.
In maart 1933 werd hij aangesteld als kampwacht in het eerste naziconcentratiekamp Dachau, bij München. Op 24 mei 1933 schoot hij een Duitse advocaat dood wegens ‘ontsnappingspoging’. Het Duitse gerecht vaardigde een aanhoudingsbevel tegen hem uit, maar dit werd aan de kant geschoven door de politie.
Op 1 september 1938 was hij reeds bevorderd tot SS-Obersturmführer. Maar van dan af ging het bergafwaarts met hem. Hij werd een zware alcoholicus en veroorzaakte problemen in het concentratiekamp. Dit leidde tot zijn overplaatsing naar het concentratiekamp Ravensbrück. Hij kwam er ten val in zwaar beschonken toestand en liep een hersenschudding op die hem nog lange tijd problemen zou berokkenen. Doordat hij zich brutaal gedroeg tegenover de vrouwen in het kamp, werd hij opnieuw overgeplaatst, ditmaal naar het concentratiekamp Mauthausen. Na problemen in de kantine aldaar, waarbij hij zijn pistool trok tegen zijn collega's, werd hij onderworpen aan een neurologisch en psychiatrisch onderzoek. Hij werd hierbij “niet meer volledig toerekeningsvatbaar” verklaard. Men gaf hem nog een laatste kans in het concentratiekamp Sachsenhausen. Maar door zijn overmatig drankmisbruik ging zijn fysieke toestand achteruit en de dokters verklaarden hem fysiek ongeschikt voor de Waffen-SS. De inspecteur van de concentratiekampen verklaarde op 24 januari 1941 “dat hij een nietsnut was, van wie men blij moest zijn hem kwijt te raken”.
Er is even geen spoor meer van hem in officiële documenten, tot hij in september 1942 opduikt in het Auffanglager Breendonk. Hij verbleef er zeven tot acht maanden. Spoedig werd hij aldaar de meest gevreesde SS’er. Hij is duidelijk een psychiatrisch geval. Hij loopt dronken rond van 's morgens tot 's avonds, terwijl hij de gevangenen terroriseert. In de ziekenzaal is al het personeel bang van hem en moeten ze zich harder opstellen tegenover de zieken. Kort na zijn aankomst schoot hij de Poolse jood Oscar Beck neer op de werf. Op een andere nacht, toen een gevangene halfgek werd in zijn isolatiecel, schoot Kantschuster dwars door de celdeur. Gelukkig heeft deze gevangene zijn verwondingen overleefd. Hij gaf ook het genadeschot aan de geëxecuteerden voor het vuurpeloton. Hij hield ervan de gevangenen fysiek te mishandelen, liefst met zijn bullenpees. Op een bepaald moment kwam zelfs Ilse Birkholz, de vrouw van de kampcommandant Philipp Schmitt tussenbeide om een gevangene tegen zijn brutaliteiten te beschermen. Kort daarop, in april 1943, werd Kantschuster opnieuw overgeplaatst. Gedurende zijn verblijf in het kamp zijn er de meeste doden gevallen, nl. ten minste veertig geïdentificeerde slachtoffers. Slechts in de laatste bezettingsmaand zouden er nog zoveel slachtoffers vallen. Kantschuster leeft voort in de herinneringen van de slachtoffers van Breendonk als een even grote beul als Philipp Schmitt, Arthur Prauss, Fernand Wyss en Richard De Bodt.
Daarna is men zijn spoor kwijt. Zijn vrouw zou na de oorlog beweren dat hij in Berlijn-Lichterfeld en daarna Weimar-Berlstedt gekazerneerd was in februari, maart of juli 1945. Zij meldt hem als vermist bij het Rode Kruis.
Daarna is zowel het Belgisch als het Duits gerecht tevergeefs op zoek naar hem, wegens veelvuldige moorden, niet alleen in Breendonk, maar ook in Dachau, Mauthausen en Ravensbrück. Er gaan verschillende versies de ronde (opgenomen in het vreemdelingenlegioen, terechtstelling in Dachau of ondergedoken onder een valse naam). In 1982 werd het onderzoek naar hem definitief gestaakt, omdat men van oordeel was dat hij toen niet meer in leven was.

## Militaire loopbaan
- SS-Unterscharführer: 1 januari 1934
- SS-Oberscharführer: 1 april 1935
- SS-Hauptscharführer: 1 augustus 1936
- SS-Untersturmführer: 12 september 1937[1][2]
- SS-Obersturmführer: 11 september 1938[2]

## Lidmaatschapsnummers
- NSDAP-nr.: 76 941[1]
- SS-nr.: 58 541[1]

## Decoraties
- IJzeren Kruis 1914, 2e klasse[1][2]
- Gouden Ereteken van de NSDAP[2]
- Gewondeninsigne in zwart[1][2]
- Erekruis voor de Wereldoorlog[1]
- Landesorden[1]